# Дзиэн
Дзиэн (яп. 慈円, 17 мая 1155 — 28 октября 1225) — японский религиозный деятель, буддийский монах школы Тэндай, поэт, историк начала периода Камакура. Сын Императорского советника Фудзивары-но Тадамити, младший брат Кудзё-но Канэдзанэ.
В 1220 году Дзиэн написал исторические хроники «Записки дурака» (яп. 愚管抄, гукансё:), был одним из авторов стихотворений «Нового сборника старых и новых японских песен», а также составил поэтический труд «Сборники отобранных жемчужин». С 1192 года Дзиэн попеременно назначался 62-м, 65-м и 69-м патриархом школы Тэндай.
Его главное произведение, «Записки дурака», состоит из 7-ми свитков и содержит изложение истории Японии от времён правления Императора Дзимму до правления Императора Дзюнтоку. Оно проникнуто эсхатологической идеей конца света и мыслями о том, что человеческой историей руководит Высший закон правды — принцип Дао.